# Saco Halle
Saco Halle is een voormalige Belgische damesvolleybalclub.

## Historiek
De club ontstond in 1974 aan het Heilig Hart-instituut te Halle. 
In de jaren 80 kende de club een succesvolle periode en kwam ze uit in de eredivisie en in het seizoen 1985-'86 wonnen ze de Beker van België. Het seizoen daaropvolgend trad de club aan in de CEV Cup Winner's Cup. In de eerste ronde slaagden ze erin het Noorse Bergkameratene te verslaan en de 1/8e finales te bereiken. Daar bleek het Tsjechoslovaakse Slavia UK Bratislava echter te sterk.
In mei 2012 fuseerde de club met SC Bellingen tot Volley Bellingen-Halle (VBH).

## Palmares
- Beker van België: 1986

## Bekende ex-speelsters
- Frauke Dirickx[3]
- Sigrid Willems[4]